# 八戸前沖さば
八戸前沖さば（はちのへまえおきさば）は、サバの地域ブランドの一つ。「八戸前沖さばブランド推進協議会」が認定した期間に三陸沖以北の日本近海で漁獲され、青森県八戸市の八戸漁港に水揚げされたサバである。ブランドとして認定する漁獲期間は粗脂肪分、重量等を参考に協議会が毎年判断し決定する。

## 概要
八戸前沖（八戸市東方約50km沖）は水温16-18℃で、サバの脂分が乗るとされる。脂分が15％以上あり、ドコサヘキサエン酸（DHA）、エイコサペンタエン酸（EPA）などの成分も多いとされる。また、漁場と水揚げ港が近いことも好条件とされている。
ノルウェー産と比較しても後味が良いと言われ、銚子沖のサバなどに対してブランド力を付けようという取り組みも行われている。

## 銀鯖
八戸前沖さばの中でも特に大型のさばのことを「銀鯖」と定義づけている。「銀鯖」は重量(550ｇ以上)を目安に判断される。

## 品種
マサバとゴマサバの2種類に分けられる。

## 普及に向けての取組み
2010年に実施された東京など大都市圏での消費者600人を対象としたアンケート調査では、60.7％が八戸前沖さばを「知らない」と回答、29.2％が「名を知っているが、食べたことがない」と回答しており、他のサバブランドと比較すると知名度が低く、今後の知名度向上が課題となっている。

## 関連商品
- 八戸サバ缶バー
- ”厳選”さば缶（白ラベル）、〝極上仕立〟さば缶（黒ラベル）
- 八戸前沖銀鯖トロ漬け丼
- サバップル